# Karel Doorman
Karel Willem Frederik Marie Doorman (Utrecht, 23 april 1889 – Javazee, 28 februari 1942) was een Nederlands schout-bij-nacht. De Engelse naam voor zijn rang is Rear Admiral, en zo raakte hij bij de geallieerden onder zijn bevel, en later in de Engels sprekende wereld, bekend als Admiral Doorman. Doorman kwam om tijdens de Slag in de Javazee. Ter nagedachtenis heeft de Koninklijke Marine tot vier keer toe een schip naar hem genoemd, te weten in 1946, 1948, 1991 en 2015.

## Jeugd, opleiding, actieve vliegperiode

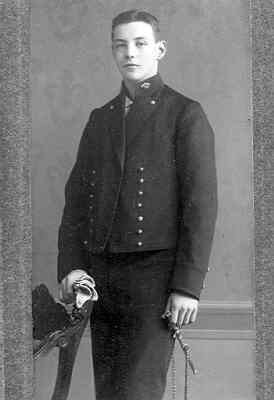
Doorman in zijn adelborstentenue (1907)

Doorman, geboren in Utrecht en katholiek opgevoed, stamde uit een familie van beroepsmilitairen. In 1906 werd hij, samen met zijn twee jaar jongere broer Lou A.C.M. Doorman, adelborst en in 1910 kwam zijn benoeming tot officier. In dit laatste jaar vertrok hij aan boord van het pantserschip Tromp naar Nederlands-Indië. Gedurende zijn eerste tour van drie jaar was hij van januari 1912 tot december 1913 geplaatst aan boord van opnemingsvaartuigen Van Doorn en Lombok met als voornaamste doel het in kaart brengen van de kustwateren van Nieuw-Guinea. Begin 1914 keerde hij terug naar Nederland met het pantserschip De Ruyter en in maart 1914 kwam zijn verzoek tot plaatsing bij de Luchtvaartafdeeling.

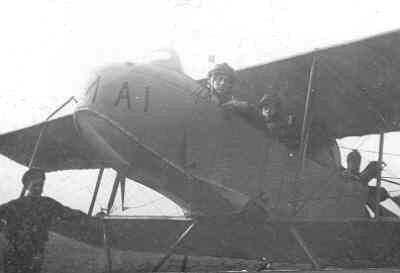
Doorman in een Farman F-22 tijdens zijn vliegeropleiding

Vanaf april 1914 was hij geplaatst aan boord van de pantserkruiser Noordbrabant. Met dit schip maakte hij vlak voor het uitbreken van de Eerste Wereldoorlog de missie naar Albanië mee om het stoffelijke overschot van de aldaar gesneuvelde majoor Lodewijk Thomson op te halen. Zijn verzoek tot plaatsing bij de vliegdienst werd in de zomer van 1915 na een strenge keuring gehonoreerd en zodoende werd hij een van de eerste marineofficieren die een vliegbrevet behaalden. Van 1915 tot 1918 was hij gestationeerd bij de Luchtvaartafdeeling (LVA) te Soesterberg onder commando van de kapitein Henk Walaardt Sacré. Hij ontmoette er onder meer Albert Plesman, die daar eerst als waarnemer verbleef maar later ook als vlieger werd opgeleid maar dan van de landmacht. Ook andere bekende vliegers zoals de instructeur Willem Versteegh, G.A. Koppen en de latere professor P.M. van Wulfften Palthe behoorden tot zijn collegae. In 1915 behaalde hij onder leiding van de eerste luitenant F.A. van Heyst zijn civiele (FAI) vliegbrevet en in 1916 het belangrijkere marinevliegbrevet. Van 1917 tot 1921 was hij instructeur, eerst te Soesterberg en vanaf oktober 1918 op het marinevliegkamp De Kooy bij Den Helder. Van dit laatste landvliegkamp van de marine was hij van 1919 tot 1921 tevens de commandant. Vanwege zijn verdiensten als organisator van de nog zeer prille Marine Luchtvaartdienst werd hij in 1922 koninklijk onderscheiden (ridder in de orde van Oranje Nassau).
Doorman is van 1919 tot 1934 getrouwd geweest met Justine A.D. Schermer; zij kregen drie kinderen: Karel, Ank en Joop. Vanaf 1934 was hij getrouwd met Isabella J.J.J. Heyligers; zij kregen een zoon: Theo, die na het sneuvelen van zijn vader door zijn moeder mee naar Australië werd genomen.
Een ernstige armkwetsuur, opgelopen door een val in een wak bij een schaatstocht naar De Kooy begin 1919 en waar hij zijn leven lang last van zou houden, plus het feit dat bezuinigingen op de Marine Luchtvaartdienst in de maak waren, zorgden ervoor dat Doorman zijn actieve vliegloopbaan moest (en wilde) opgeven. Van november 1921 tot november 1923 volgde hij de opleiding bij de Hogere Marine Krijgsschool aan de Nieuwe Uitleg te Den Haag, essentieel voor een verdere loopbaan als marineofficier voor met name staffuncties. Na een succesvolle afronding van deze opleiding, waarin hij onder meer de communicatie van vliegtuigen met schepen onderzocht, volgde in december 1923 een plaatsing op het departement van Marine te Batavia. Doorman had daar onder meer zitting in commissies die moesten leiden tot het samensmelten van de Marine Luchtvaartdienst met de luchtvaartafdeling van het KNIL. Deze samensmelting heeft nooit plaatsgevonden door het verzet van zowel Marine als de Luchtvaartafdeling van het KNIL.

## Vervolgjaren bij de Koninklijke Marine; diverse commando's

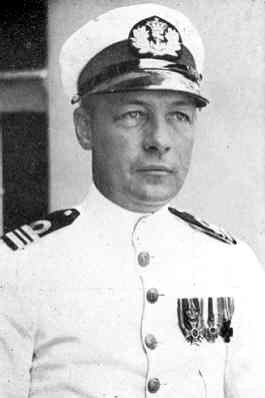
Doorman als luitenant-ter-zee der eerste klasse in 1932

In 1926 volgde na elf jaar weer eens een langere benoeming aan boord van een marineschip, namelijk op het pantserschip Hr.Ms. De Zeven Provinciën. Tot eind 1927 was hij aan boord van dit schip geplaatst als officier van artillerie, later in combinatie met de functie van eerste officier. Begin 1928 keerde hij terug naar Nederland en werd hij geplaatst op het departement van Marine te Den Haag als eerst verantwoordelijke voor de aanschaf van materieel voor de Marine Luchtvaartdienst. Begin 1932 volgde zijn eerste commando over een schip, namelijk de mijnenlegger Prins van Oranje. Met dit schip voer hij in hetzelfde jaar voor de derde maal naar Nederlands-Indië. Al snel werd dit commando vanaf 1932 ingeruild voor dat van een torpedobootjager, eerst de Witte de With en later vanaf eind 1932 de Evertsen. Met dit laatste schip was hij ook betrokken bij de actie tegen de muiterij op De Zeven Provinciën, februari 1933.
In januari 1934 keerde Doorman terug naar Nederland met de Evertsen. Hierna volgde een periode van drie jaar als chef-staf van het marinecommandement te Den Helder. In 1936 schreef Doorman een verzoek aan de minister van Defensie om het commando over een kruiser in Nederlands-Indië te mogen vervullen. Als gevolg hiervan vertrok hij, inmiddels met de rang van kapitein ter zee, in 1937 naar Nederlands-Indië om als commandant over respectievelijk de kruisers Sumatra en Java het bevel te voeren. In augustus 1938 volgde zijn benoeming tot Commandant van de Marine Luchtvaartdienst in Nederlands-Indië. Vanuit zijn standplaats, het marinevliegkamp Morokrembangan te Soerabaja, maakte hij menige inspectietocht door de Archipel.

## Tweede Wereldoorlog

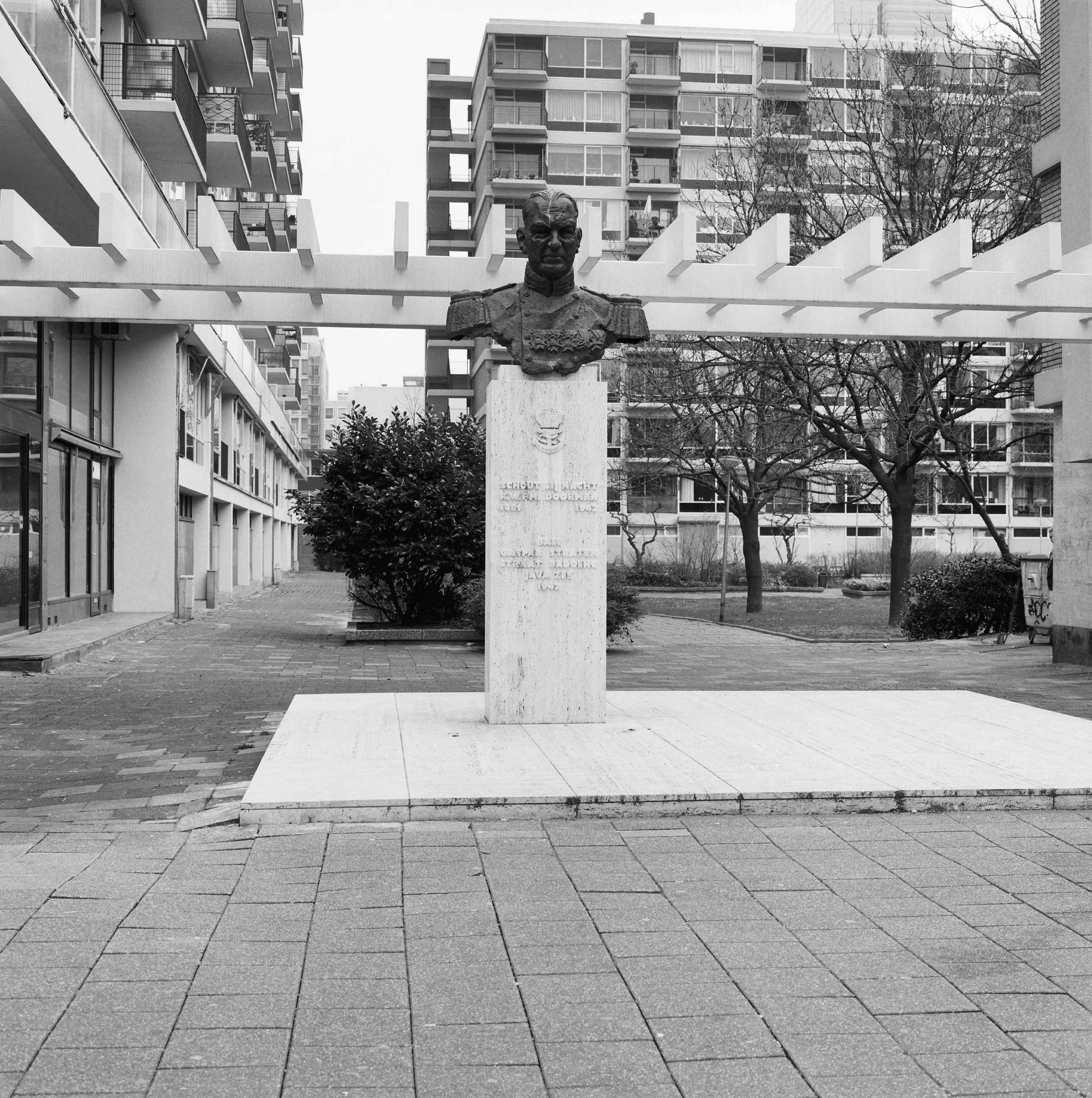
Borstbeeld van Karel Doorman (Rotterdam)

Op 16 mei 1940 werd hij benoemd tot schout-bij-nacht en op 13 juni 1940 nam hij aan boord van de lichte kruiser De Ruyter het commando over van het eskader van schout-bij-nacht G.W. Stöve te Soerabaja. Begin 1942 kreeg hij het bevel over de Combined Striking Force van ABDACOM, het American British Dutch Australian Command. Voordat het gevecht in de Javazee plaatsvond had er een telefoongesprek plaatsgevonden tussen luitenant-admiraal Helfrich en Doorman. Doorman meldde aan Helfrich dat hij de kansen op een geallieerde overwinning erg klein schatte. Letterlijk zei hij: “Hebben we nog een kans? Ik geloof maar heel weinig. Is het dan niet beter om weg te gaan op tijd en de geallieerden buiten Java te helpen?” Helfrich stelde daar tegenover dat het van tevoren al vaststond dat de geallieerden in de Javazee zouden vechten, dat terugtrekken onaanvaardbaar was als aanwijzing dat de geallieerden in de Javazee niet zouden vechten en dat de instructies uit Washington luidden: “standhouden, ook met de vloot.” Hij zei tegen Doorman dat deze moest blijven en de zaak uitvechten; dat de kans op succes weliswaar klein was maar wel aanwezig. Doorman voelde zich beroerd, geplaagd door buikloop maar zei dat het wel ging en dat hij zijn opdracht zou uitvoeren.
Doorman kwam om het leven toen zijn schip De Ruyter tijdens de Slag in de Javazee tot zinken werd gebracht. De brandende De Ruyter bleef ongeveer anderhalf uur drijven. Op de Java had men in het geheel geen tijd om de gewonden in veiligheid te brengen, op de De Ruyter lukte dat met de lichtgewonden - de zwaargewonden moest men achterlaten. Omtrent Doormans lot bestaat geen zekerheid, datzelfde geldt voor zijn chef-staf Joop De Gelder en de commandant van de De Ruyter, Lacomblé. Om ongeveer één uur 's nachts ging het schip plotseling hoog op en neer om vervolgens snel onder het wateroppervlak te verdwijnen.
Op 5 juni 1942 werd hem postuum de Militaire Willems-Orde, IIIe klasse, verleend, die op 23 mei 1947 door luitenant-admiraal C.E.L. Helfrich, aan boord van Hr.Ms. Karel Doorman in het bijzijn van prins Bernhard, werd uitgereikt aan de oudste zoon van de schout-bij-nacht.

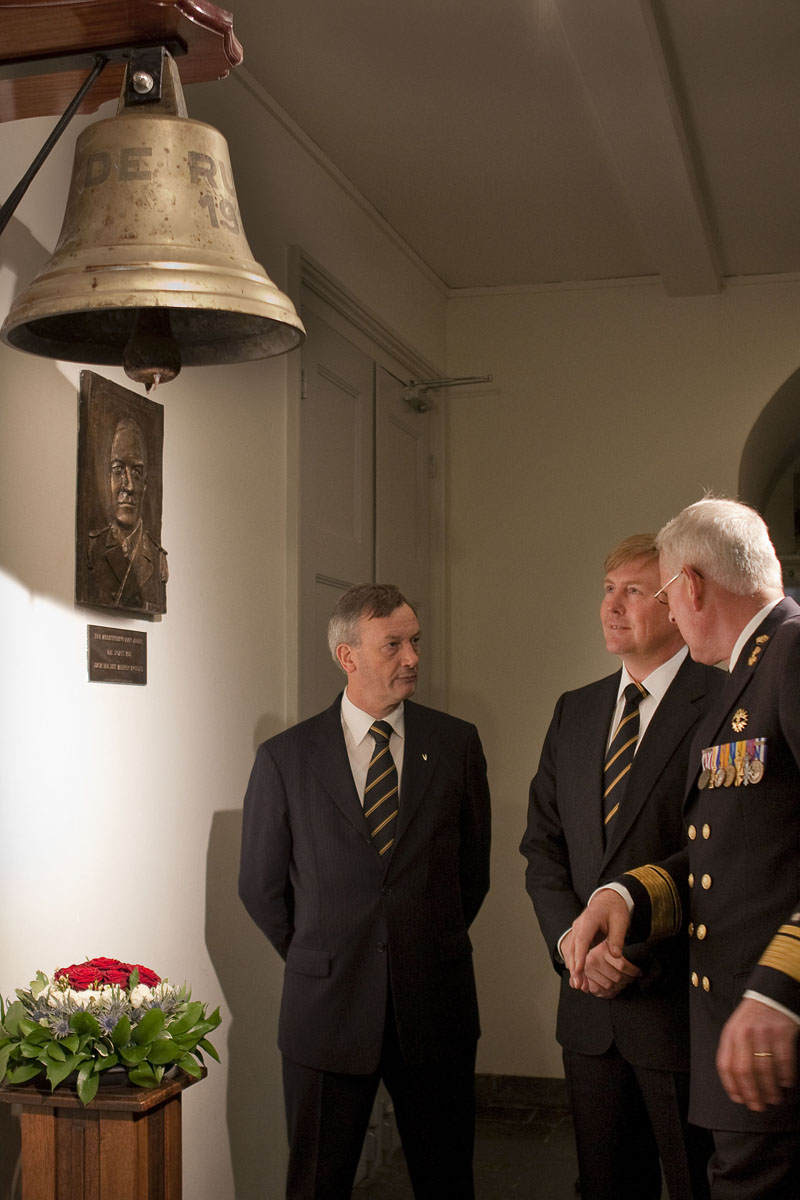
Prins Willem-Alexander bij de scheepsbel van Hr.Ms. De Ruyter en de herdenkingsplaquette van Doorman in de Haagse Kloosterkerk

In de Haagse Kloosterkerk hangt een herdenkingsplaquette en worden met enige regelmaat herdenkingen gehouden voor de Slag in de Javazee.

## Vernoeming
Sinds 1946 zijn met tussenperioden vier vaartuigen in dienst geweest van de Koninklijke Marine die genoemd waren naar Karel Doorman, waaronder een voormalig Brits vliegdekschip uit de Colossusklasse, het grootste schip ooit door de marine gevaren.
In 1946 werd er een straat in Amsterdam naar hem genoemd. In 1949 werd een straat in het centrum van Rotterdam naar Doorman vernoemd en in 1959 gaf de winkeliersvereniging aan beeldhouwer Willem Verbon opdracht voor een bronzen borstbeeld. Op de sokkel staat onder andere de tekst Invia virtuti, nulla est via (voor moed is geen weg onbegaanbaar). In Nederland zijn ruim 120 straten naar hem genoemd. In het plaatsje Ter Heijde bij Monster (gemeente Westland) waar vrijwel alle straten naar een reeks oud-Hollandse zeevaarders en zeehelden zijn vernoemd (Evertsen, Van Heemskerck, Van Galen, Kortenaer, Michiel de Ruijter, Piet Hein, Pieterson, Tromp uit de Gouden Eeuw en Van Speijk uit de 19e eeuw) werd ook een straat omgedoopt tot Karel Doormanstraat en de trap die daarvandaan naar de strandslag voert heet ook wel de Karel Doorman-trap. Ook in het centrum van Reuver en in Huizen zijn lanen naar hem vernoemd.
Meerdere zeeverkenners- en scoutinggroepen dragen eveneens zijn naam.

## “Ik val aan, volg mij”
Karel Doorman wordt vaak geëerd omdat hij tijdens de Slag in de Javazee “Ik val aan, volg mij” zou hebben gezegd, wat erg dapper werd gevonden. Dit is echter niet geheel waarheidsgetrouw.
Op 27 februari 1942 om ongeveer vier uur 's middags kregen de Japanse en geallieerde eskaders elkaar in zicht. Het geschut van de beide Japanse kruisers reikte echter verder dan het geallieerde geschut, en omstreeks vijf uur werd de Britse kruiser HMS Exeter getroffen. Twintig minuten later werd de Nederlandse torpedobootjager Hr.Ms. Kortenaer getorpedeerd. Het schip explodeerde en brak in twee stukken. In het geallieerde eskader ontstond verwarring over de te volgen koers, onder meer doordat de Exeter nog maar op halve kracht kon varen en op eigen gelegenheid naar de haven Tanjung Priok wilde terugkeren.
Om aan deze verwarring een eind te maken zond Doorman aan alle schepen het sein “Follow me” (“[to] All ships. Follow me”). Daarmee gaf hij aan dat ze niet de Exeter, maar het vlaggenschip De Ruyter moesten volgen.

## Onderscheidingen
- Militaire Willems-Orde, 3de klasse of Officier, postuum ingeschreven in het register op 5 juni 1942 Koninklijk Besluit No. 9 van 5 juni 1942[6]
- Ridder in de Orde van de Nederlandse Leeuw, benoemd op 21 augustus 1941[7]
- Officier in de Orde van Oranje-Nassau
- Ridder in de Orde van Oranje-Nassau
- Oorlogsherinneringskruis met twee gespen[7]
- Onderscheidingsteken voor Langdurige Dienst als officier, met cijfer XXX
- Mobilisatiekruis 1914-1918
- Virtuti Militari, zilveren kruis, 5de klasse op 17 oktober 1942 (Polen)[7]